# 서경우 초상 및 함
서경우 초상 및 함(徐景雨 肖像 및 函)은 대한민국 경기도 포천시에 있는 조선시대의 초상화이다. 2016년 5월 3일 대한민국의 보물 제1897호로 지정되었다.

## 개요
서경우(徐景雨, 1573∼1645)는 1603년(선조 36) 정시문과에 급제하여 정주목사, 좌승지를 거쳐 대사간, 대사헌, 이조참판, 경기도관찰사, 도승지, 형조판서, 우의정 등 주요 요직을 두루 역임하였다. 서경우 초상은 지금까지 큰 손상 없이 원래의 모습을 잘 간직하고 있는 작품으로 17세기 초상화의 우수성과 수준 및 특징을 잘 살펴 볼 수 있는 좋은 자료이다.
<서경우 초상 및 함>은 오사모에 흑색 단령을 입은 좌안 7분면의 전신교의좌상(全身交椅坐像)으로서 쌍학흉배를 하고 있다. 화면 속 인물의 안정적 모습을 연출하기 위해서 양 어깨의 형태나 경사 각도를 약간 과장하여 처리했다. 사모는 모정이 평평하고 양각은 넓고 짧으면서 둥근 17세기 초의 모제(帽制)를 반영하였다. 사모는 굵고 검은 선으로 윤곽을 규정하고, 그 안에 엷은 먹으로 운문(雲紋)을 그려 넣었다. 안색은 옅고 밝은 살빛을 띠고 이목구비는 약간 짙은 갈색 선으로 하였다. 선묘로 이목구비를 그렸고 눈썹과 수염의 검은 부분은 담묵처리를 한 후 털 올을 그렸는데, 전반적으로 세밀한 묘사와 표현이 돋보인다. 코는 옆에서 본 형이고 팔자주름 부위에도 약간의 선염(渲染)을 넣어 입체감을 주었다. 17세기 전기의 공신상에서 익히 보듯이 양 미간에 몇 개의 주름 선을 집어넣어 생각에 잠긴 듯 진지한 모습을 보여주며 나이가 많아 보이지 않는 얼굴모습을 통해 40대 장년이었던 광해군대에 제작되었을 가능성이 농후하다.
단령은 검은색 운문단 무늬로 채색을 두텁게 입혀 의습(衣褶)이 거의 보이지 않으며 주름들을 간략하게 나타내 몸체의 윤곽과 굴곡을 드러내지 않았다. 단령의 틈새로 녹색 내공(內工)과 청색 철릭(帖裏)이 보이는데, 내공과 철릭의 문양도 섬세하게 그려 넣었다. 한편 흉배의 묘사는 매우 화려하다. 수놓은 학의 깃털을 세밀하게 표현하였고 모란과 구름 묘사 역시 섬세하고 화려하여 전래작이 드문 동시대 궁중장식화나 채색 영모화에 대해 시사하는 바 크다. 바깥 양쪽으로 뻗치는 의자 손잡이의 모습은 17세기 초라는 시대성을 보여주는 특징이다. 회화사적 의의가 큰 초상이다.
함은 조선시대 후기의 것으로서 초상화와 함께 역사성을 일정 정도 공유하고 있기 때문에 함께 국가지정문화재로 가치가 크다.

## 같이 보기
- 서경우

## 참고 자료
- 서경우 초상 및 함 - 국가유산청 국가유산포털